# Plaça del Mercadal (Reus)
La Plaça del Mercadal és una plaça del municipi de Reus (Baix Camp) inclosa en l'Inventari del Patrimoni Arquitectònic de Catalunya.

## Descripció
A finals del segle xv apareix documentada la plaça amb l'estructura que presentava els anys vuitanta del segle xx. Sempre ha estat, la plaça, el centre i eix de la vida comercial i social d'una ciutat de mercat típica.
És de forma quadrangular, gairebé perfecta. Tres dels seus costats tenen porxada. L'edificació actual correspon en gran part a la del segle xix i XX. No hi ha uniformitat en les amplades de les cases, ni en les crugies ni en les alçades.
Els edificis arquitectònics més destacables, a més de l'Ajuntament del segle xvii, són la Casa Navàs, al número 5, al núm. 3 una casa del segle xviii, al número 17 la Casa Pinyol, i al número 7, una casa barroca també del segle xviii.
Entorn de la plaça hi ha porxos de diferents èpoques i estils. Els de la cara Nord i Sud tenen base quadrada, secció de tambors octogonals i capitells quadrats.
Els corresponents a l'oest són columnes modernistes, monolítiques, de marbre i capitell ornamentat amb motius florals. També n'hi ha dos amb secció octogonal i tambors al fust i un tercer grup amb columnes dòriques.
Els porxos de la cantonada del carrer del Metge Fortuny tenen pilastres de base i secció quadrada.
El paviment del centre de la plaça el formen gairebé 7.000 lloses de pedra de Montblanc, material amb què també estan fetes les pilastres de cal Navàs. Tenen diverses mesures, des de 40x20 cm fins a 75x70 cm, i amb un gruix de 12 a 15 cm. Tenen dues tonalitats diferents, unes són d'un color rosat i altres grisenques, que dibuixen al terra de la plaça tres quadrats superposats. A cada cantonada hi ha un fanal, amb un total de quatre, que originàriament eren de gas. Aquest enllosat conserva encara la numeració que indicava el lloc de les parades que s'hi posaven els dies de mercat.

## Història
L'historiador reusenc Andreu de Bofarull diu que a partir del 1240, quan es va delimitar el barri jueu a Reus, ja hi havia estructurada la plaça que després seria del Mercadal, i que les muralles i la porta de Monterols, construïdes en aquella època o abans, es reparaven l'any 1328. De fet, Bofarull explica que quan es va construir el Castell del Cambrer, senyor feudal de Reus, el 1171, ja hi havia una porta que donava pas des del Castell a la plaça, al voltant de la qual es començaven a construir habitatges, per tal de facilitar l'accés de la població a l'antiga església de santa Maria que després seria reedificada com a església de sant Pere. Al segle xiv els jurats tenien, al lloc on avui hi ha l'Ajuntament de Reus, un hort amb una petita casa per les seves reunions. A l'hort hi celebraven els judicis, ja que tenia més capacitat que la casa del comú. A inicis del segle xv es va aixecar a la plaça del Mercadal el primitiu casal municipal. El 1859, amb l'alcalde Joan Baptista Madremany, es va empedrar la plaça. D'aquella època data el magnífic joc de rectangles de pedres de diferent tonalitat que encara es conserva. En el plànol de l'arquitecte Sebastià Cabot, datat el 8 d'agost de 1868, es dibuixa la plaça amb la descripció de "Plano geométrico y proyecto de reedificación de la Plaza de la Constitución". Al marge hi ha una nota que correspon als apartats a i a', amb les «líneas de rectificación interior de pórticos; íd. Íd. exterior de columnas y arcos».
Del plànol de Cabot surten els carrers «de Monterols, de la Galera, de Jesús, Mayor, del Castillo, de la Mar, Carnecería Vieja, de las Galanas, de la Fleca y del Vidrio». Dels deu carrers, pràcticament tots han conservat el nom, únicament el carrer de la Fleca porta ara el nom de Metge Fortuny.
Des de mitjan segle xix a mitjans del segle xx s'hi venia la verdura i l'aviram al mig de la plaça. Havia estat el centre neuràlgic de la vila, i no es va veure afectada pel creixement urbà, fins que a finals del segle xix es va urbanitzar la plaça de Prim, molt propera, que va atreure una part de la vida ciutadana. Les dues places continuen sent els centres principals de l'activitat reusenca.
El nom de plaça del Mercadal (que segons Coromines vol dir «la plaça o altre indret on se celebra habitualment un mercat») ha alternat amb el de plaça Major i plaça del Mercat, però es va mantenir gairebé invariable fins al 1813, quan va prendre el nom de plaça de la Constitució. Després se'n va dir plaça Reial, d'Isabel II, de la República Federal, de la República i d'España, durant el franquisme. La gent en deia també de la Verdura i encara es diu plaça de l'Ajuntament. També és habitual dir senzillament la Plaça.
Güell i Mercader explica que els porxos de la banda oest es van dir durant molts anys «lo porxo dels senyors», perquè hi passejaven les persones més distingides de Reus, i es reunien a diverses botigues a fer tertúlia. De l'antiga casa del Cardenyes (avui ocupada per cal Navàs), hi va sortir la primera diligència el 1815, organitzada per Josep Brunet, que enllaçava Reus amb Barcelona. Als porxos de la banda nord, sobretot als que feien cantonada amb el carrer de Monterols, s'hi reunien els tractants d'aiguardent, i allí es fixava setmanalment el preu d'aquest producte, que es transmetia a la Llotja de Barcelona, on es publicava el preu del mercat de Reus, i a continuació la cotització de l'aiguardent a París i a Londres. D'aquí ve la dita "Reus París i Londres". A la plaça, davant de Cal Cardenyes, que, enderrocada, deixà lloc a la Casa Navàs, hi havia des de 1870 un quiosc on es venia la premsa local i forastera i llibres i romanços, regentat durant molts anys per Pau Bolart, i que va desaparèixer l'últim terç del segle xx.
A partir de l'any 1878 va renéixer el costum de celebrar a la plaça espectacles circenses i en general festes populars. El circ s'havia traslladat als Jardins de l'Euterpe des de la fundació d'aquest espai. Però el Mercadal era el lloc preferit per les companyies d'acròbates, com la que hi va actuar el juny de 1880 recaptant "muchos reales pasando la bandeja […] entre el público de la plaza, los balcones y las azoteas". Els acròbates i els equilibristes actuaven amb preferència a la plaça, a l'aire lliure, mentre que altres espectacles de circ i de màgia ho feien a l'Euterpe, al Teatre de les Comèdies, al Teatre Fortuny o al Teatre Circ. Des de temps antics, la plaça s'ha usat per celebrar les festes populars. Allà s'hi dispara o "s'hi avia" com diuen a Reus, la Tronada, per la Festa Major de Sant Pere i hi actuen els components del Seguici Festiu. És també l'espai més usat per les concentracions i protestes cíviques.